# Уррака (вождь гуайми)

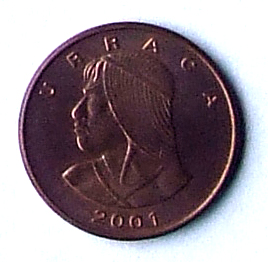
Портрет Урраки на реверсе панамской монеты в 1 сентесимо.

Уррака или Убаррага Маниа Тугри (исп. Urracá, Ubarragá Maniá Tugrí, 1490(?)—1531) — касик (вождь) индейского племени гуайми, успешно противостоявший вторжениям на территорию современной Западной Панамы испанских конкистадоров во главе с Нуньесом де Бальбоа и Педро Ариасом де Авилой.
По словам де Лас Касаса, владения Урраки располагались «не то в провинции Верагуа, не то в горах, сопредельных и пограничных с нею». Хронист характеризует Урраку как могучего вождя и человека великой отваги.

«…он был так отважен и смел, мудр и искусен в войне, что не раз наносил поражение испанцам, которые притесняли его… будучи человеком рассудительным и отважным и отлично понимая, сколь справедливую войну ведет он против врагов…»— Бартоломе де Лас Касас «История Индий».

## Противостояние испанцам
Вскоре после основания г. Панама в 1519 году испанский губернатор Педро Ариас де Авила перенёс туда столицу и начал продвижение вглубь страны, желая найти богатые золотом поселения индейцев. От покорённых индейцев испанцы прознали, что особенно богаты золотом горные районы провинции Верагуа, подвластные Урраке. Подойдя вплотную к владениям Урраки, испанцы основали город Ната. Уррака, не дожидаясь подхода основных сил конкистадоров во главе с Ариасом де Авилой, внезапно напал на поселение Ната, но не смог захватить его и взял в плотную осаду. Ариас де Авила выслал в Нату подкрепление, завидев которое, Уррака снял осаду и отступил в свои горные владения. Вскоре в Нату прибыли сам Педро Ариас де Авила в сопровождении своих войск, которыми командовал Франсиско Писарро. Как-то испанцам удалось обманом захватить Урраку, выманив того на мирные переговоры и взяв в плен, однако ему удалось бежать. Он продолжал сопротивление вплоть до своей смерти в бою в 1531 году.

## Память
- В саду Нормальной школы Сантьяго (Сантьяго-де-Верагуас) установлен памятник Урраки.
- Высшим отличием Национальной ассоциации скаутов Панамы является звание «Скаут Уррака» (исп. Scout Urracá).
- Профиль Уррака отчеканен на ряде панамских монет (на сентесимо и бальбоа).
- Четвёртая рота пехоты сил обороны Панамы носит имя Уррака.
- В романе Глории Гуардиа «Последняя ставка» (El último juego, 1977) присутствует партизанский отряд имени Уррака.